# Анастасиадова къща
Анастасиадовата къща, известна и като Мраморната къща (на гръцки: Αρχοντικό Αναστασιάδη, Μαρμάρινο σπίτι), е жилищна сграда в македонския град Драма, Гърция.
Къщата е разположена на улица „Агия Варвара“ № 5. Построена е за видния драмски търговец Анастасиадис. Сградата е забележително имение с правоъгълна форма и представлява величествена сграда, построена от мрамор, добит в региона.